# Grand Prix Portugalii 1986
Grand Prix Portugalii 1986 (oryg. Grande Premio de Portugal) – 14. runda Mistrzostw Świata Formuły 1 w sezonie 1986, która odbyła się 21 września 1986, po raz trzeci na torze Autódromo do Estoril.
15. Grand Prix Portugalii, szóste zaliczane do Mistrzostw Świata Formuły 1.
Wyścig wygrał Nigel Mansell z zespołu Williams-Honda, co pozwoliło jego zespołowi zapewnić sobie tytuł mistrza konstruktorów na dwa wyścigi przed końcem sezonu. Ayrton Senna startował z pole position w bolidzie Lotus-Renault, jednak nie ukończył wyścigu z powodu braku paliwa. Drugie miejsce zajął Alain Prost z McLarena, a trzecie Nelson Piquet, również z Williamsa. Zaledwie 13 z 27 kierowców ukończyło wyścig, co podkreślało trudność rywalizacji na technicznym torze Estoril.

## Klasyfikacja
| Legenda oznaczeń w tabelach wyników Wyświetl szablon na nowej stronie | Legenda oznaczeń w tabelach wyników Wyświetl szablon na nowej stronie                                                                     |
| Oznaczenie                                                            | Wyjaśnienie |
| --------------------------------------------------------------------- | --- |
| Złoty                                                                 | Zwycięzca lub mistrzostwo |
| Srebrny                                                               | 2. miejsce lub wicemistrzostwo |
| Brązowy                                                               | 3. miejsce lub II wicemistrzostwo |
| Zielony                                                               | Ukończył, punktował (w klasyfikacji generalnej, gdy zdobył co najmniej jeden punkt na przestrzeni sezonu, poza trzema powyższymi opcjami) |
| Niebieski                                                             | Ukończył, nie punktował (w klasyfikacji generalnej, gdy nie zdobył co najmniej jednego punktu na przestrzeni sezonu)                      |
| Czerwony                                                              | Nie zakwalifikował się (NZ) |
| Czerwony                                                              | Nie prekwalifikował się (NPK) |
| Różowy                                                                | Nie ukończył (NU) |
| Różowy                                                                | Niesklasyfikowany (NS) (w klasyfikacji generalnej, gdy nie został sklasyfikowany w żadnym wyścigu sezonu)                                 |
| Czarny                                                                | Zdyskwalifikowany (DK) |
| Czarny                                                                | Wykluczony (WYK/EX) |
| Biały                                                                 | Nie wystartował (NW) |
| Biały                                                                 | Kontuzjowany (K/INJ) |
| Biały                                                                 | Wyścig odwołany (OD/C) |
| Bez koloru                                                            | Został wycofany (WYC/WD) |
| Bez koloru                                                            | Nie przybył (NP/DNA) |
| Bez koloru                                                            | Nie brał udziału w treningach (NT/DNP) |
| Bez koloru                                                            | Nie został zgłoszony (–) |
| Pogrubienie                                                           | Start z pole position |
| Kursywa                                                               | Najszybsze okrążenie wyścigu |
| †                                                                     | Nie ukończył, ale jego rezultat został zaliczony ze względu na przejechanie więcej niż 90% dystansu wyścigu.                              |
| *                                                                     | Sezon w trakcie |
| 1/2/3                                                                 | Punktowana pozycja w sprincie kwalifikacyjnym                                                                                             |
| Lista systemów punktacji Formuły 1                                    | |

| Poz  | Nr | Kierowca           | Konstruktor            | Okrążeń | Czas/powód NU        | Poz. startowa | Punkty |
| ---- | -- | ------------------ | ---------------------- | ------- | -------------------- | ------------- | ------ |
| 1    | 5  | Nigel Mansell      | Williams-Honda         | 70      | 1:37:21.900          | 2             | 9      |
| 2    | 1  | Alain Prost        | McLaren-TAG            | 70      | + 18.772             | 3             | 6      |
| 3    | 6  | Nelson Piquet      | Williams-Honda         | 70      | + 49.274             | 6             | 4      |
| 4    | 12 | Ayrton Senna       | Lotus-Renault          | 69      | Brak paliwa          | 1             | 3      |
| 5    | 27 | Michele Alboreto   | Ferrari                | 69      | + 1 okrążenie        | 13            | 2      |
| 6    | 28 | Stefan Johansson   | Ferrari                | 69      | + 1 okrążenie        | 8             | 1      |
| 7    | 25 | René Arnoux        | Ligier-Renault         | 69      | + 1 okrążenie        | 10            |        |
| 8    | 19 | Teo Fabi           | Benetton-BMW           | 68      | + 2 okrążenia        | 5             |        |
| 9    | 11 | Johnny Dumfries    | Lotus-Renault          | 68      | + 2 okrążenia        | 15            |        |
| 10   | 18 | Thierry Boutsen    | Arrows-BMW             | 67      | + 3 okrążenia        | 21            |        |
| 11   | 17 | Christian Danner   | Arrows-BMW             | 67      | + 3 okrążenia        | 22            |        |
| 12   | 14 | Jonathan Palmer    | Zakspeed               | 67      | + 3 okrążenia        | 20            |        |
| 13   | 22 | Allen Berg         | Osella-Alfa Romeo      | 63      | + 7 okrążeń          | 27            |        |
| NU   | 7  | Riccardo Patrese   | Brabham-BMW            | 62      | Silnik               | 9             |        |
| n.k. | 16 | Patrick Tambay     | Lola-Ford              | 62      | Nie klasyfikowany    | 14            |        |
| n.k. | 24 | Alessandro Nannini | Minardi-Motori Moderni | 60      | Nie klasyfikowany    | 18            |        |
| NU   | 20 | Gerhard Berger     | Benetton-BMW           | 44      | Wypadł z toru        | 4             |        |
| NU   | 23 | Andrea de Cesaris  | Minardi-Motori Moderni | 43      | Wypadł z toru        | 16            |        |
| NU   | 2  | Keke Rosberg       | McLaren-TAG            | 41      | Elektronika          | 7             |        |
| NU   | 8  | Derek Warwick      | Brabham-BMW            | 41      | Elektronika          | 12            |        |
| NU   | 26 | Philippe Alliot    | Ligier-Renault         | 39      | Silnik               | 11            |        |
| NU   | 4  | Philippe Streiff   | Tyrrell-Renault        | 28      | Silnik               | 23            |        |
| NU   | 3  | Martin Brundle     | Tyrrell-Renault        | 18      | Silnik               | 19            |        |
| NU   | 15 | Alan Jones         | Lola-Ford              | 10      | Hamulce              | 17            |        |
| NU   | 29 | Huub Rothengatter  | Zakspeed               | 9       | Przeniesienie napędu | 26            |        |
| NU   | 21 | Piercarlo Ghinzani | Osella-Alfa Romeo      | 8       | Silnik               | 24            |        |
| NU   | 31 | Ivan Capelli       | AGS-Motori Moderni     | 6       | Przeniesienie napędu | 25            |        |